# Klubi Futbollistik Feronikeli 74
El Klubi Futbollistik Feronikeli 74, más conocido como Feronikeli 74 o simplemente Feronikeli, es un club de fútbol con sede en la ciudad de Glogovac, Kosovo. El equipo actualmente juega en la Superliga, máxima categoría de fútbol en Kosovo.

## Historia
Históricamente, el club se ha asociado estrechamente con NewCo Feronikeli, el complejo minero y metalúrgico cercano, desde que la planta fue construida en 1984. En la temporada 2014-15, el club fue campeón de Kosovo por primera vez en su historia. También ganaron el campeonato en la temporada 2018-19 y se clasificaron para las rondas preliminares de la Liga de Campeones de la UEFA por primera vez en su historia.

## Estadio
El club juega sus partidos como local en el Estadio Rexhep Rexhepi, ubicado en Glogovac, Kosovo, y tiene una capacidad para 6 000 personas. Este estadio multiusos lleva el nombre del exjugador y capitán del club, Rexhep Rexhepi, quien luchó para el Ejército de Liberación de Kosovo, y fue asesinado el 12 de febrero de 1999 por fuerzas serbias durante la Guerra de Kosovo.

## Jugadores

### Plantilla 2023-24
- Actualizado el 27 de marzo de 2024.[4]

## Entrenadores
La siguiente lista muestra los entrenadores del KF Feronikeli desde 2010:
- Ramiz Krasniqi (2010–2011)
- Musa Selimi (2011–2012)[5]
- Arbnor Morina (julio de 2013–octubre de 2013)[6]
- Ramiz Krasniqi (octubre de 2013–julio de 2014)[7]
- Gani Sejdiu (julio de 2014–diciembre de 2015)
- Afrim Tovërlani (diciembre de 2015–abril de 2017)[8]
- Gani Sejdiu (julio de 2017–septiembre de 2017)[9]
- Zekirija Ramadani (octubre de 2017–diciembre de 2017)[10]
- Ismet Munishi (diciembre de 2017–marzo de 2018)[11]
- Sulejman Starova (marzo de 2018–septiembre de 2018)[12]
- Zekirija Ramadani (septiembre de 2018–julio de 2019)[13]
- Dejan Vukićević (agosto de 2019–octubre de 2019)[14]
- Agim Sopi (noviembre de 2019–febrero de 2020)[15]
- Malsor Gjonbalaj (febrero de 2020–marzo de 2020)[16]
- Afrim Tovërlani (marzo de 2020–octubre de 2020)[17]
- Klodian Duro (octubre de 2020–mayo de 2021)[18]
- Faruk Elshani (julio de 2021–junio de 2022)[19]
- Shefki Kuqi (enero de 2024–presente)

## Afición
Los Tigrat e Zi (en español: Tigres Negros) son la hinchada del club, y se ubican en la parte oeste del estadio.

## Palmarés

### Torneos nacionales
| Competición             | Títulos          |
| ----------------------- | ---------------- |
| Superliga de Kosovo (3) | 2015, 2016, 2019 |
| Liga e Parë (2)         | 2012, 2023       |
| Copa de Kosovo (3)      | 2014, 2015, 2019 |
| Supercopa de Kosovo (2) | 2015, 2019       |

### Torneos internacionales amistosos
| Competición                             | Títulos |
| --------------------------------------- | ------- |
| Copa de la Independencia de Albania (1) | 2014    |

## Participación en competiciones europeas
| Temporada | Torneo                | Ronda            | Club              | Casa | Visita | Global |
| --------- | --------------------- | ---------------- | ----------------- | ---- | ------ | ------ |
| 2019-20   | UEFA Champions League | Ronda preliminar | Lincoln Red Imps  | 1–0  |        |        |
| 2019-20   | UEFA Champions League | Ronda preliminar | Santa Coloma      | 2–1  |        |        |
| 2019-20   | UEFA Champions League | Primera ronda    | The New Saints    | 0–1  | 2–2    | 2–3    |
| 2019-20   | UEFA Europa League    | Segunda ronda    | Slovan Bratislava | 0–2  | 1–2    | 1–4    |